# Каланда (музыка)

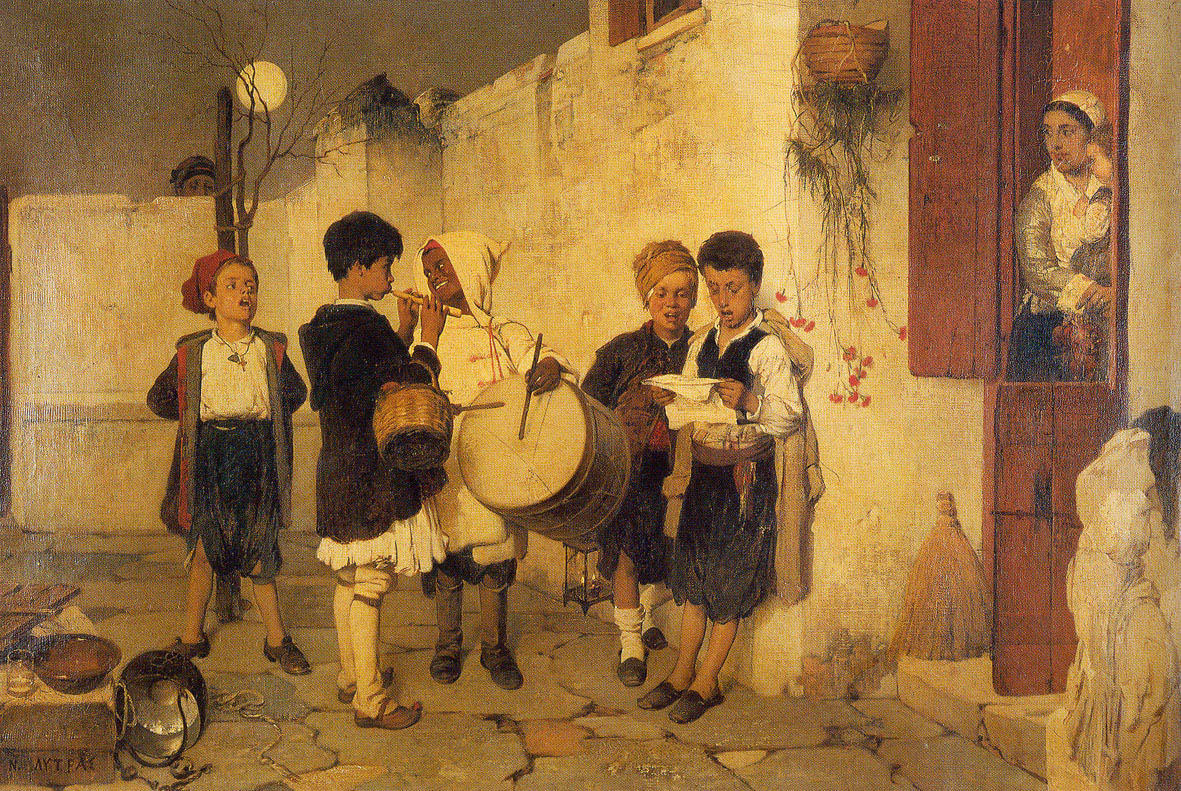
Каланда. Никифорос Литрас, 1872

Каланда (греч. κάλαντα) — греческие предпраздничные песни, сродни русским колядкам, которые распевают все 12 дней между Рождеством 25 декабря и Крещением 6 января.
Происходит от лат. Calendae «календы», первый день месяца у римлян. А уже это слово в свою очередь произошло от греч. καλώ — «зову, призываю». Данный обычай сформировался в Древней Греции раньше, чем в Древнем Риме, и славил начало месяца или другого важного периода.
Обычно «каланда» поют дети в возрасте до 14 лет, но также и взрослые мужчины как по одному, так и группами, заходя в дома, магазины, другие общественные места. Пение обычно сопровождается музыкальным треугольником, но часто можно увидеть и другие музыкальные инструменты.
Песни выражают пожелания счастья и долголетия, певцы обычно одариваются подарками (в старину) или мелкими деньгами (сегодня).